# Incubus (film, 2002)
Pour les articles homonymes, voir Incubus.
Incubus est un film d'horreur érotique réalisé par Jesús Franco et sorti en 2002.

## Synopsis
Un homme est tourmenté par son ex maitresse Lorna, une sorcière.

## Fiche technique
- Titre original : Incubus
- Autre titre  : Jess Franco's Incubus
- Réalisation : Jesús Franco
- Scénario : Jesus Franco & Kevin Collins
- Musique : Jesus Franco & Daniel White
- Montage : Juan Jose Villar
- Société de production : One Shot Productions
- Société de distribution : Sub Rosa Studios (USA)
- Direction artistique : Ignasi Roig
- Production : Tommy Chase, Sol Clink, Casey Yip
- Production exécutive : Kevin Collins
- Format, couleur, 35 mm
- Genre : Film d'horreur, érotique
- Durée : 88 minutes
- Date de sortie :
- Public :  Unrated (USA), Interdit aux moins de -16 ans (France)

## Distribution
- Carina Palmer : Lorna / Lucy
- Carsten Frank : Johan Harker
- Lina Romay : Rosa Harker
- Fata Morgana

## Autour du film
- Jesus Franco fait un remake de son film Les Possédées du diable (1974), autres titres Caresses de chattes ou Exorcisme (France).